# Герасимук, Александр Александрович
Александр Александрович Герасимук (род. 21 января 1965) — советский и белорусский футболист, защитник, нападающий.

## Биография
Воспитанник брестской СДЮШОР-5. Бо́льшую часть карьеры провёл в местном «Динамо» во второй советской (1982—1991) и высшей белорусской (1992—1993, 1997—1999) лигах. В 1987 году пробовался в «Динамо» Минск, но матчей не играл. Также играл за команды «Брестбытхим» Брест в сезонах 1992/93 и 1994/95. Ушёл из Динамо Брест после конфликта с начальником команды Владимиром Геворкяном. Зимой 1995—1996 годов команда «Брестбытхим» распалась, Александр Герасимук перешёл в «Кобрин», «Динамо» Минск (1993/94), «Днепр» Могилёв (1993/94).
Чемпион Белоруссии — 1993/94, бронзовый призёр чемпионата Белоруссии — 1992. В списке 22 лучших футболистов Белоруссии — 1992.